# 폴 칼데론
폴 칼데론(Paul Calderón, 1959년 ~ )은 푸에르토리코의 배우이다.

## 출연 작품
- 라스트 캐슬
- 걸 파이트
- 센티넬 - 코르테스 부국장 역
- 웨스트 엔드 - 로버트 맥케이 역